# Membraniporopsis bifloris
Membraniporopsis bifloris is een mosdiertjessoort uit de familie van de Sinoflustridae. De wetenschappelijke naam van de soort is, als Acanthodesia bifloris, voor het eerst geldig gepubliceerd in 1976 door Wang & Tung.